# 学院路街道 (邵阳市)
学院路街道是中华人民共和国湖南省邵陽市大祥区下辖的一个街道办事处。

## 行政区划
学院路街道下辖以下村级行政区划单位：
马安工区社区、七里坪工区社区和深塘工区社区。